# Acanthidops bairdi
Acanthidops bairdi là một loài chim trong họ Thraupidae.